# 弗拉·蒙雷亚莱
弗拉·蒙雷亚莱（英語：Fra Moriale；1303年—1354年8月29日），是普罗旺斯雇佣兵队长。

## 生平
蒙雷亚莱出生于阿爾巴諾。他是普罗旺斯古老的格拉斯家族（maison de Grasse）成員。 
1331年，到达意大利，像他的叔叔Isnard de Albarno一样，成为医院骑士团成员。意大利化的名字是“Moriale”，Fra来源于他是宗教骑士团的一员。在那不勒斯王位继承战争中，蒙雷亚莱为匈牙利的拉約什一世而战。 后来，蒙雷亚莱受雇于教宗国，但由于教宗國欠薪而離開。
匈牙利国王任命蒙雷亚莱神職，并封阿韋爾薩城堡。作為匈牙利雇傭軍兩支主要力量，蒙雷亚莱与另一名傭兵團的領袖Corrado Lupo一起掠夺了貝內文托。随着那不勒斯王位继承战争结束，失业的雇佣兵转而抢劫。在拉約什令下，蒙雷亚莱轉戰熱那亞。隨後以修道院長身分返回匈牙利。蒙雷亚莱以德国，意大利和普罗旺斯的雇佣兵重建了新的僱傭军团。
与他的亲戚Bertrand de la Motte一起，在托斯卡纳和罗马涅进行战斗，目标打下一个自己的国家。
塔蘭托的路易吉将蒙雷亚莱告上Vicariate的法庭，Moriale在那里，在未出席的状态下被判有罪。 1352年，那不勒斯的乔凡娜一世派傭兵里米尼的加萊奧托一世·馬拉泰斯塔圍蒙雷亚莱於阿韋爾薩。蒙雷亚莱被迫投降，付出所有財產换取生命。隨後，蒙雷亚莱效力於James of Viterbo及奧爾維耶托，直到組成另一支傭兵團。
因为试图营救兄弟Rambaud和Bertrand，遭柯拉·迪·里恩佐逮捕处死。1354年8月29日，斩首，并葬在天壇聖母堂。
对这场处决的不满部分导致了柯拉的倒台。

## 註腳
1. 1 2  .   [2023-06-24]. （原始内容存档于2023-06-24）.
2. 1 2  .   [2023-06-24]. （原始内容存档于2015-12-22）.